# Stepan Bandera
Stepan Andrijovytj Bandera (ukrainska: Степа́н Андрі́йович Банде́ра, ryska: Степа́н Андре́евич Банде́ра), alias Stefan Popel född 1 januari 1909 i Staryj Uhryniv, nära Kalusj i Österrike-Ungern, död 15 oktober 1959 i München, var en ukrainsk nationalist. Han var ordförande i Organisationen för ukrainska nationalister, Orhanyzatsija Ukrajinskich Natsionalistiv (OUN). Människorättsgrupper, Europaparlamentet, Ryssland, Polen, Israel samt många organisationer mot antisemitism, däribland Simon Wiesenthalcentret, har officiellt uttalat sig om Bandera som nazikollaboratör och delaktig i Förintelsen samt hårt kritiserat Ukraina när högerextrema krafter där har hyllat honom.
Bandera dömdes till döden för sin inblandning i mordet på Polens inrikesminister Bronisław Pieracki 1934. Han fick sitt straff omvandlat till livstids fängelse, men frigavs i samband med Tysklands invasion av Polen.

## Uppväxt och familj

Familjen Banderas hus i Uhryniv Staryj

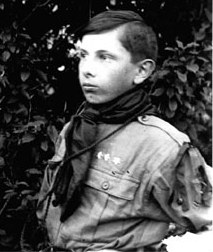
Bandera 1923

Bandera föddes i en del av det dåvarande österrikiska kronlandet Galizien som numera tillhör Ivano-Frankivsk oblast i Ukraina. Han var den äldste sonen i en grekisk-katolsk prästfamilj. Fadern Andrij Bandera verkade som frivillig soldatpräst i ukrainsk-galiziska armén under det polsk-ukrainska kriget 1918–1919. Modern Myroslava Volodymyrivna Bandera, som var prästdotter, dog i tuberkulos våren 1922. Morfadern Volodymyr Hlodzinskyj dog 1919 i strid mot de polska styrkorna. 
Under sin uppväxt blev sonen vittne till den pånyttfödda ukrainska nationalismen i området, som hade blivit en del av den nybildade staten Polen efter första världskriget 1918, det polsk-ukrainska kriget och Versaillesfreden 1919.
Stepan Banderas yngre bröder Oleksandr, som disputerade i politisk ekonomi vid universitetet i Rom och hans bror Vasyl, som hade en examen i filosofi från Lwów-universitet, arresterades och internerades i Auschwitz, där de, enligt uppgifter i en OUN-tidskrift från februari 1942, dödades av polska Kapo-fångar 1942.
Detta kan ha skrivits för att misskreditera polacker eftersom en läkare i Auschwitz 1964 lämnade uppgifter där det angavs att en av bröderna dog på grund av Kolik.

Andrij Bandera, Stepans far, greps av NKVD natten 23 maj 1941 anklagad för att gömt en OUN-medlem. Han transporterades till Kiev där han den 8 juli dömdes till döden, av en sovjetisk militärdomstol, och arkebuserades den 10 juli. Samma natt greps Stepan Banderas systrar Oksana och Marta-Marija. De skickades till Gulag i Krasnojarsk kraj i Sibirien. Båda frigavs 1960 utan att ha rätt att återvända till Ukrainska SSR. Marta-Marija dog i Sibirien 1982, och Oksana återvände till Ukrainska SSR 1989, där hon avled 2008. En tredje syster, Volodymyra greps 23 mars 1946 i Ternopil tillsammans med sin make, prästen och ledaren för OUN i Kalusj, Fedir Davydjuk. Hon dömdes den 7 september till 10 års straffarbete och skickades till Gulag i Karaganda i Kazakiska SSR 1946–1956. Hon återvände till sina barn i Ukrainska SSR 1956, där hon avled 2001.
Stepans lillebror Bohdans öde förblir okänt. Vissa källor anger att han dödades av Gestapo i Mykolajiv 1943 medan andra källor säger han dödades av NKVD-agenter år 1944.

## Karriär inom OUN
År 1927 gick Bandera med i den militanta organisationen Ukrajinska Vijskova Orhanizatsija, UVO, en föregångare till Organisationen för ukrainska nationalister - OUN, där han blev medlem 1929. Bandera gjorde en snabb karriär inom OUN. År 1931 var han ansvarig för OUN:s propaganda. 1932 utsågs han till andreman och i juni 1933 till regionchef för Galizien. Bandera byggde upp en organisation i de ukrainska områdena i Polen som under hans ledning bekämpade Polen och senare Sovjetunionen för vad de såg som imperialism. År 1933 mördades en tjänsteman vid det sovjetiska konsulatet i Lwów (Lviv). För att bland annat sätta stopp för de polska expropriationerna av ukrainsk egendom gick OUN till attack mot polska tjänstemän. År 1934 mördades Polens inrikesminister Bronisław Pieracki i Warszawa av den ukrainske OUN-medlemmen Hryhorij Matsejko. Pieracki hade det formella ansvaret för den polska regeringens kamp mot OUN. Efter attentatet ställdes Bandera inför rätta i både Warszawa och Lwów. I Warszawa åtalades han för sin inblandning i attentatet mot Pieracki och i Lwów för sin roll som ledare i OUN. Han dömdes till döden men fick sitt straff omvandlat till livstids fängelse. Han blev frigiven tretton dagar efter att Tyskland invaderade Polen och var därmed åter på fri fot när de sovjetiska styrkorna intog Lwów 1939.

## Andra världskriget

### Sovjetunionens utrensningar med massdeporteringar 1939-1941
Efter Polens fall och delning hösten 1939 införlivades de tidigare polska områden i de västra ukrainska regionerna med Sovjetunionen. Sovjetmakten utförde 1939-1941 en stor utrensningsaktion med massdeporteringar till Sibirien och Sovjetunionens inre delar, vilket berörde en del ukrainare som betraktades som potentiellt illojala med Sovjetunionen och dess politik. Banderas familj drabbades hårt. Mellan 320 000 och 1,5 miljoner invånare i Ukrainska SSR:s västliga delar deporterades. Hur stor del av dessa som var ukrainare är inte känt.

### Bandera och OUN:s samarbete med tyskarna 1941

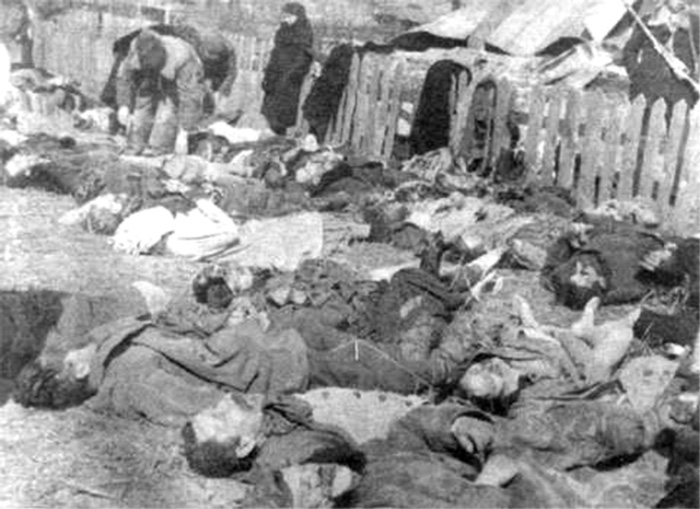
Offer för en massaker begåtts av OUN:s militära gren UPA i Volynien i dåvarande Polen (nu Ukraina), 1943.

OUN-ledarna Andrij Melnyk och Bandera rekryterades före kriget av Abwehr, som svarade för tyskt spionage, kontraspionage och sabotage. Melnyk och Bandera skulle organisera störningar bakom de sovjetiska linjerna. Det står att läsa i det vittnesmål som översten Erwin Stolze från Abwehr gav den 25 december 1945 och som överlämnades till Nürnbergrättegångarna, med en begäran om att godtas som bevisning.
Även enligt Ukrainska Vetenskapsakademien, hade Bandera möten med cheferna för tyska Abwehr. Detta resulterade i mars 1941 i bildandet av två bataljoner, Nachtigall och Roland, som var några av de första utländska förbanden inom det tyska Wehrmacht. De ingick i en grupp som kallades "Brandenburg 800" (senare Division Brandenburg). På våren 1941 fick OUN 2,5 miljoner riksmark för omstörtande verksamhet inom Sovjetunionen. Bandera verkade bland annat i de tyskockuperade områdena i Volynien och östra Galizien och hans fraktion inom OUN samarbetade under en tid mellan mars och juli 1941 med nazisterna. Bataljonerna Roland och Nachtigall upplöstes i augusti 1941.

### De ukrainska folkmorden i Volynien och Galizien
Bandera och hans anhängare har anklagats för flera brott under andra världskriget, bland annat för folkmord och massiva etniska rensningar och att de inför upprättandet av en ukrainsk stat ville att alla icke-ukrainare (främst polacker och judar) i Volynien och Galizien skulle försvinna.
På ett möte i Kraków inom ledningen för OUN:s Banderafraktion i maj 1941 antogs programmet "OUN:s kamp och verksamhet under kriget" (ukrainska: "Боротьба й діяльність ОУН під час війни"), som redogjorde för planerna för OUN:s verksamhet i början av den nazityska invasionen av Sovjetunionens västra territorier i Ukrainska SSR.
Punkt G i denna handling - "Direktiv för de första dagarna av det offentliga livet”
(ukrainska: "Вказівки на перші дні організації державного життя") gav anvisningar om verksamhet för Banderafraktionen under sommaren 1941. I programmets avsnitt om minoritetspolitik står det: "Moskali (ett nedsättande ord för ryssar), polacker och judar är fientligt inställda till oss och därför måste de utrotas i denna kamp". I slutet av 1942, var ukrainska nationalistiska grupper inblandade i en kampanj för etnisk rensning av Volynien. I mars 1943 deltog ukrainska nationalistiska grupper inom OUN:s militära gren UPA i en massaker på polacker i Volynien och i början av 1944 började de även operera i östra Galizien. Det hävdas att upp till 100 000 polska civila mördades av ukrainska grupper av vilka OUN:s Banderafraktion anses bära det primära ansvaret. Gestapos och Abwehrs tjänstemän skyddade Banderas anhängare, eftersom båda organisationerna ville använda dem för egna syften.
Den polske professorn i historia Grzegorz Motyka från Akademia Humanistyczna im. A. Gieysztora i Pułtusk anser "…att Bandera trots att han inte själv är direkt ansvarig för massakrerna i Volynien, eftersom han vid tiden för dessa satt fängslad i ett tyskt koncentrationsläger, ändå utan tvivel bär ett moraliskt ansvar, eftersom de brott som begicks uträttades av medlemmar inom OUN:s Banderafraktion. Däremot ser ukrainare honom som en man som i kampen för ett fritt Ukraina tillbringade flera år i polska fängelser, och sedan i nazisternas koncentrationsläger i Sachsenhausen. Således kunde han efter kriget leva och verka i den amerikanska zonen, som ett 'offer för nazismen'… 
"

### Proklamationen av den ukrainska staten 30 juni 1941
29 juni 1941 förflyttades Bandera från Lviv av tyskarna och han återvände till Kraków. Därifrån åkte han snabbt tillbaka till Lviv utan tysk order.
Den 30 juni 1941 blev Bandera medlem i regeringen för den ukrainska stat som utropades av OUN:s Bandera-fraktion i Lviv, en stat som "kommer att samarbeta med Nationalsocialistiska Stortyskland, under ledning av dess ledare Adolf Hitler, som bildar en ny ordning i Europa och världen" - som det angavs i texten till "proklameringen av den av ukrainska staten".
David Marples, professor i historia vid University of Alberta, har dragit slutsatsen att förhållandet mellan Nazityskland och OUN var ambivalent, där båda sidor försökte utnyttja varandra för sina egna syften. Tyskarna betraktade Bandera och hans rörelse som opålitliga och alltför ambitiösa, medan OUN tyckte att tyskarna hade brutit sina löften att stödja en oberoende ukrainsk stat.

### Bandera i tysk fångenskap 1941–1944
Fem dagar efter proklamationen placerades Bandera i ”hedersarrest” i Kraków, och transporterades till Berlin nästa dag. Den 14 juli släpptes han fri, men var tvungen att stanna i Berlin. Den 12 juli 1941 var han i Berlin tillsammans med sin ställföreträdare Jaroslav Stetsko, som tyskarna hade flyttat från Lviv efter att okända personer hade försökt mörda honom.
Under juli-augusti fick de båda dussintals samarbetsförslag från olika nazistiska institutioner (Oberkommando der Wehrmacht, RSHA etc.).
Tyskarna krävde att Bandera skulle upphöra med sin väpnade verksamhet mot Melnykfraktionen inom OUN och återta "proklamationen av den ukrainska staten av 30 juni 1941", men han vägrade. I september 1941 korsade tyska trupper floden Dnepr och därefter beslutade Hitler det inte var nödvändigt att upprätta en ukrainsk stat. Efter mordet på de två viktiga medlemmar i OUN:s Melnykfraktion, Jevhen Konovalets och Andriy Melnyk, som tyskarna ansåg ha begåtts av medlemmar av OUN:s Banderafraktion blev Bandera och Stetsko 15 september 1941 placerade i Spandaufängelset i Berlin och i januari 1942 överfördes han och Stetsko till koncentrationslägret Sachsenhausen. Han placerades i en speciell barack, kallad Zellenbau, för högt uppsatta politiska fångar. Här satt han tillsammans med befälhavaren för Polens armé Stefan Rowecki, förbundskanslern i Österrike, Kurt von Schuschnigg, och premiärministeren i Frankrike Édouard Daladier. Bandera satt i Sachsenhausen till den 27 september 1944 och i lägret värvade han medlemmar till OUN och den ukrainska upprorsarmén.

### OUN efter gripandet av Bandera
Hösten 1941 hade förhållandet mellan Nazityskland och OUN:s Banderafraktion kommit till den punkten att ett tyskt dokument daterat den 25 november 1941 uppgav att "... Banderarörelsen förbereder ett uppror i Reichskommissariat som har som yttersta mål att inrätta ett oberoende Ukraina. Alla ledande medlemmar av Banderarörelsen skall tas i förvar på en gång och avrättas efter grundliga förhör...". Det militära förtrycket av befolkningen ökade, och det blev snart uppenbart för de ukrainska ledarna att militära aktioner mot Nazityskland var nödvändiga. Möten i Banderafraktionens ledarskap som hölls i februari 1943 ledde till bildandet av den militära grenen av fraktionen UPA, som fortsatte med väpnade operationer mot de sovjetiska och polska myndigheterna i början av 1950-talet, särskilt i Karpaterna.

### Bandera, Ukrainska nationalkommittén och UNA:s samarbete med tyskarna 1944-1945
I december 1944 fick Bandera och Stetsko hjälp av tyska underrättelsetjänsten Abwehr att ta sig till Krakow i nuvarande Polen för att därifrån hjälpa till med att bilda en ukrainsk styrka som skulle släppas med fallskärm över områden kring Lwów (nu i västra Ukraina). Bandera vägrade samtidigt att samarbeta med den ryske överlöparen general Andrej Vlasov och att ansluta sina styrkor till dennes armé, Ryska befrielsearmén. Bandera såg Vlasov som en rysk imperialist och ville inte ingå samarbete med honom och den Vlasov-ledda kommitté som bildats för "befrielsen av det ryska folket". Istället lät tyskarna, med hänsyn taget till just detta, i mars 1945 bilda en ukrainsk motsvarighet, Ukrainska nationalkommittén under ledning av Pavlo Sjandruk och underställa Ukrainska nationalarmén (UNA), som skulle mobilisera ukrainarnas motstånd mot Röda Armén.

## Exil i Västtyskland
Stepan Bandera, hans hustru Myroslava och deras tre barn hamnade efter kriget i Östtyskland i den sovjetiska ockupationszonen, där de levde under antagna namn. 1948-1950 bodde de i ett flyktingläger. För att undvika sovjetiska agenter, flydde familjen till den amerikanska ockupationszonen i Västtyskland 1950. 
Myroslava Bandera och barnen bodde i början av 1950-talet i den lilla byn Breitbrunn i Bayern. 1954 flyttade de till München där Stepan Bandera redan bodde under namnet Stefan Popel.
Bandera fortsatte sitt arbete i exil inom OUN och blev invald som medlem i dess ledning 1945 och var ordförande från 1947. I maj 1953 valdes han till ledare för OUN:s exilorganisation. Efter misslyckade försök i februari 1954 att förenas med den konkurrerande Melnyksenfraktionen, som senare blev den fraktion som representerade OUN i utlandet, förblev Bandera ledare för OUN fram till sin död 1959.

## Död
När Bandera lämnade sin bostad på Kreittmayrstraße 7 i München den 15 oktober 1959, gick han tillbaka till sin lägenhet efter något han hade glömt och lämnade sin livvakt väntande på gatan. En stund senare hittades Bandera liggande på trappan med bruten nacke. 
I sina första uttalanden sade Münchenpolisen att det fanns indicier som antydde självmord, men obduktionen avslöjade den verkliga dödsorsaken: cyanid.
Han hade blivit övermannad eller lurad att ta cyanid. Han begravdes den 20 oktober på München Waldfriedhof, där 1500 exilukrainare deltog. Hans kista var draperad med Ukrainas flagga.
KGB-agenten Bohdan Stasjynskyj, en avhoppad ukrainsk nationalist som hade gjort karriär inom KGB, dömdes till åtta års fängelse för mord på Bandera.[källa behövs] Mordvapnet ska ha varit en giftpistol. Enligt vad som framkom vid rättegången mot Stasjynskyj i Västtyskland den 8–19 oktober 1962 var mordet beordrat direkt av KGB-chefen Alexandr Sjelepin.
Bandera hade varken någon politisk eller militär makt när han mördades. Den ukrainska nationaliströrelsen har därför gjort gällande att mordet enbart utfördes på grund av hans starka symbolvärde och hans efternamn. Bandera betyder fana på flera latinska språk.

## Eftermäle
Bandera väcker på många håll mycket starka känslor där åsikterna inte sällan delar sig i två läger: det ena, som bland annat består av vissa judiska organisationer, Ryssland, Polen och EU, anser att Bandera var nazistkollaboratör och delaktig i folkmord, medan det andra, som består av vissa ukrainska nationalister, hyllar honom som hjälte. 
Jurij Sjapoval, chef för den statsvetenskapliga avdelningen vid Ukrainska Vetenskapsakademiens Historiska Institut tar avstånd från utnämnandet av Stepan Bandera som näst intill helgonförklarad hjälte. Den ukrainske historikern Jurij Sjapoval intar en tredje ståndpunkt någonstans i mitten: ”Om vi betraktar historien i enbart svart eller vitt så kommer vi aldrig sanningen nära… De som säger att Bandera var sadist och mördare har lika mycket fel som de som glorifierar honom som hjälte och stor ledare. Ingen av dessa ytterligheter har ett uns av sanning i sig. Sanningen finns någonstans mitt emellan”.

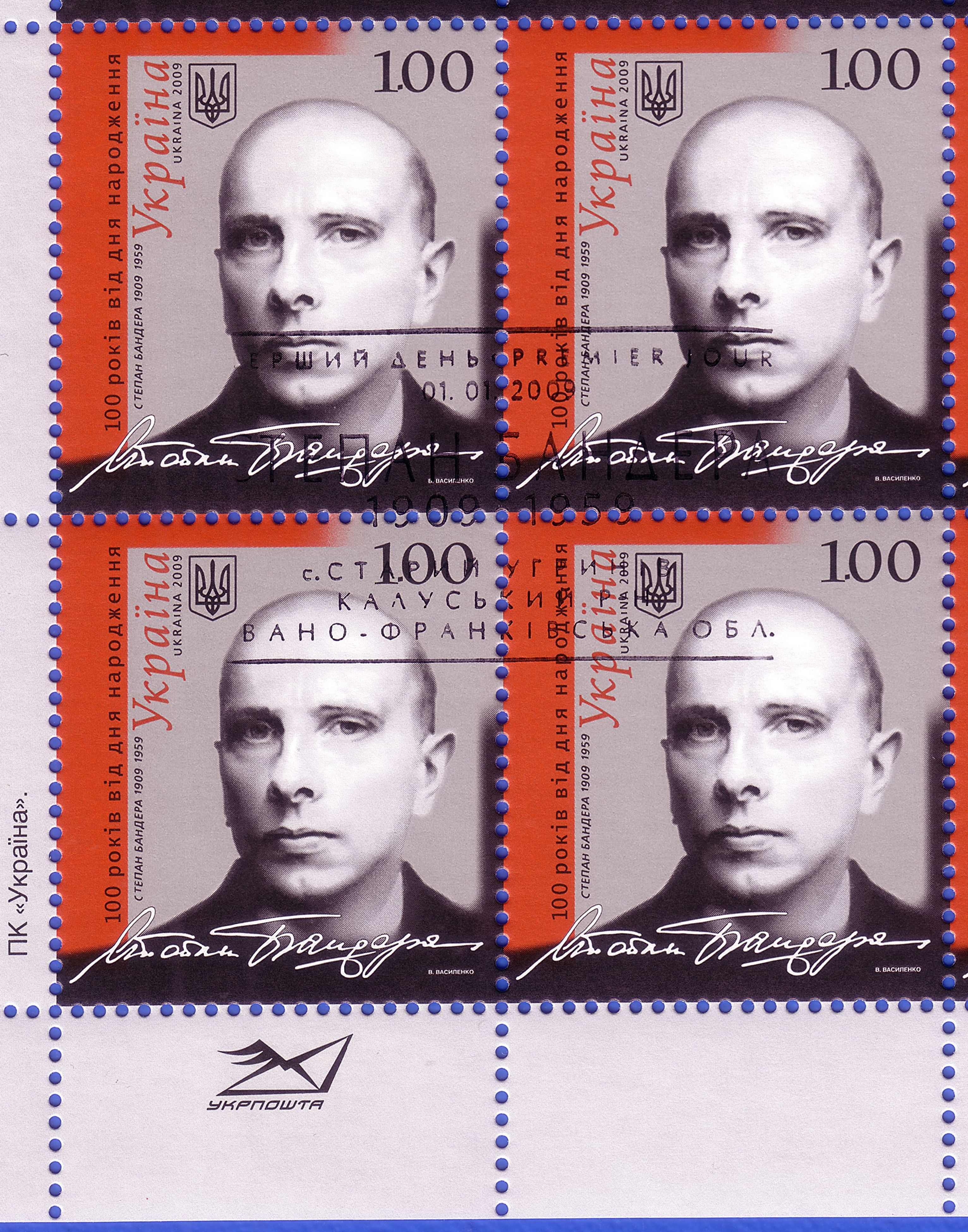
Bandera på ukrainskt frimärke 2009

Bland de ukrainska nationalister som tillhör OUN:s Banderafraktion har Bandera alltid varit en hyllad symbol för ukrainsk befrielse från polskt, nazistiskt och bolsjevikiskt förtryck. Politiskt representeras de av den ukrainska nationalistkongressen (KUN), som bildades efter att Sovjetunionen föll och Ukraina blev självständigt. Partiet betraktas som en omorganiserad efterföljare av OUN och är extremt nationalistiskt. Andra ukrainska nationalistiska grupperingar har varit mer kritiska i sin syn på Bandera.
En staty av honom avtäcktes i Lviv 2007 och staden inrättade samtidigt "Stepan Banderautmärkelsen".
Det finns monument över Bandera i bland annat Boryslav, Dubliany, Berezhany, Butjatj, Drohobytj, Ivano-Frankivsk, Lviv, Mostyska, Mykytyntsi, Sambir, Stryi, Staryi Uhryniv, Terebovlya, Ternopil, Tjervonohrad, Zalishchyky. Museer uppkallade efter Bandera finns i Dubliany, Volya-Zaderevatska, Staryi Uhryniv, Yahilnytsya och London. Gator uppkallade efter Bandera finns i Lviv, Lutsk, Rivne, Kolomyja, Ternopil, Ivano-Frankivsk, Tjervonohrad, Drohobytj, Stryi, Kalusj, Kovel och Volodymyr-Volynskyi.

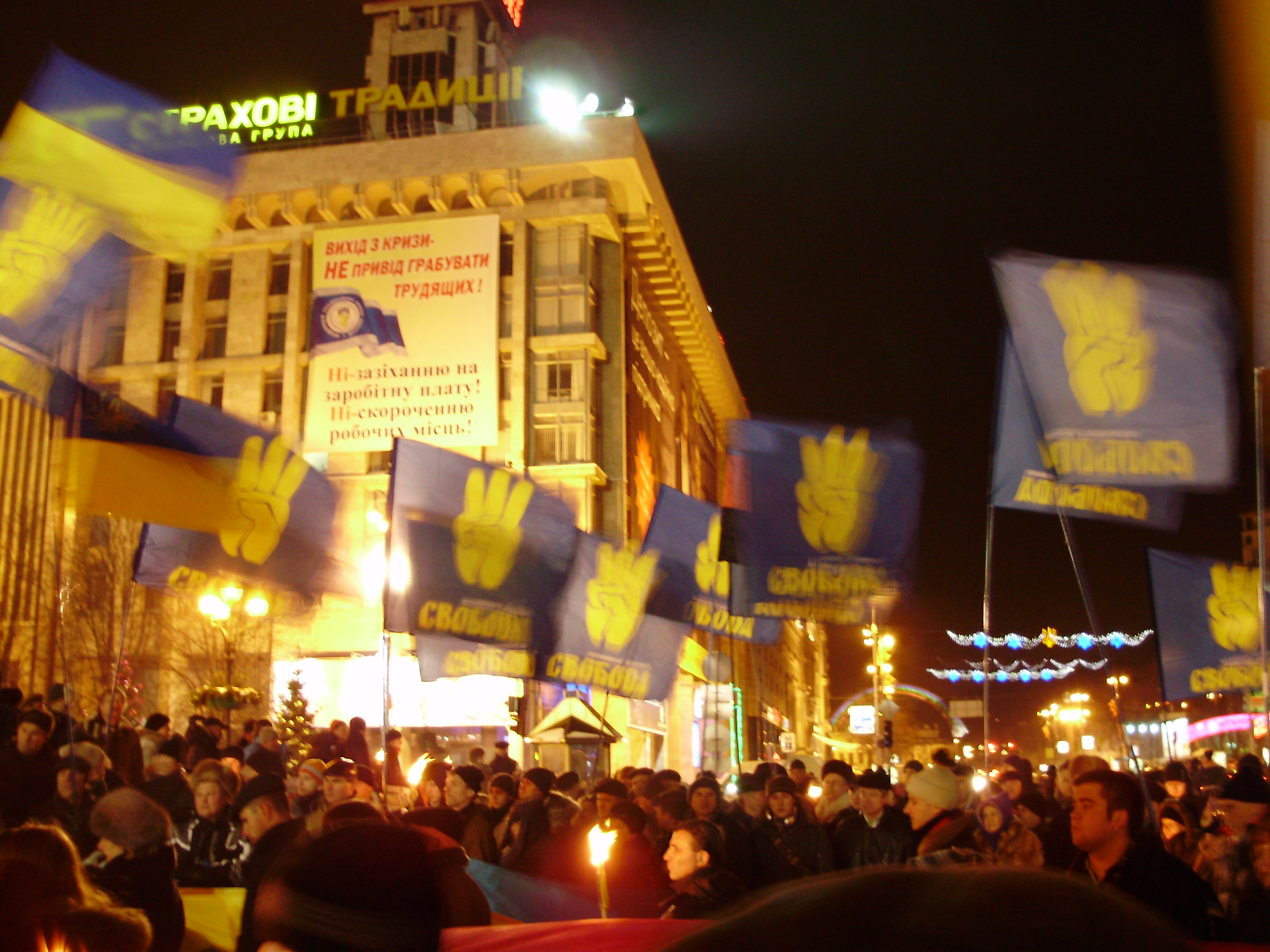
Möte för att fira hundraårsminnet av Stepan Banderas födelse. På Majdan Nezalezjnosti i Kiev den 1 januari 2009.

Den 1 januari blev 2009 en ny officiell helgdag i Ukraina i samband med hundraårsminnet av Banderas födelse . Med anledning av hundraårsdagen gav Ukraina även ut ett frimärke med Bandera som motiv.
År 2010 och 2011 blev Bandera utnämnd till hedersmedborgare i flera västukrainska städer, bland annat Nadvirna, Khust, Ternopil, Ivano-Frankivsk, Lviv, Zhovkva, Dubliany, och Rava-Ruska.
På nyårsdagen 2014 marscherade Euromajdan-demonstranter från Svoboda och Ukrainska nationalistkongressen genom Kievs gator för att fira 105-årsdagen av Stepan Banderas födelse. Flera av demonstranterna bar nazityska uniformer från Brandenburgerdivisionen som de ukrainska bataljonerna Roland och Nachtigall bar under andra världskriget.
Det finns också exempel på monument, gator och institutioner som har tagits bort eller döpts om från Stepan Bandera och hans anhängare:
- I december 2019 beslutade stadsfullmäktige i Lviv att ta bort gatunamnet Stepan Bandera och istället döpa om gatan till Hedersgatan.
- 2018 beslutade myndigheterna i Ivano-Frankivsk att ta bort en staty av Stepan Bandera från stadens centrum.
- I Polen har flera gatunamn och monument som hyllade Stepan Bandera och hans anhängare tagits bort eller vandaliserats.
- 2015 beslutade myndigheterna i Ternopil att döpa om stadens regionala museum efter en lokal författare istället för efter Stepan Bandera.

Dessa exempel visar på en pågående debatt om Stepan Bandera och hans roll i Ukrainas historia, och det finns både stöd och motstånd mot att hylla honom som en nationell hjälte.[källa behövs]

### President Viktor Jusjtjenkos utnämning av Bandera tillUkrainas hjälte

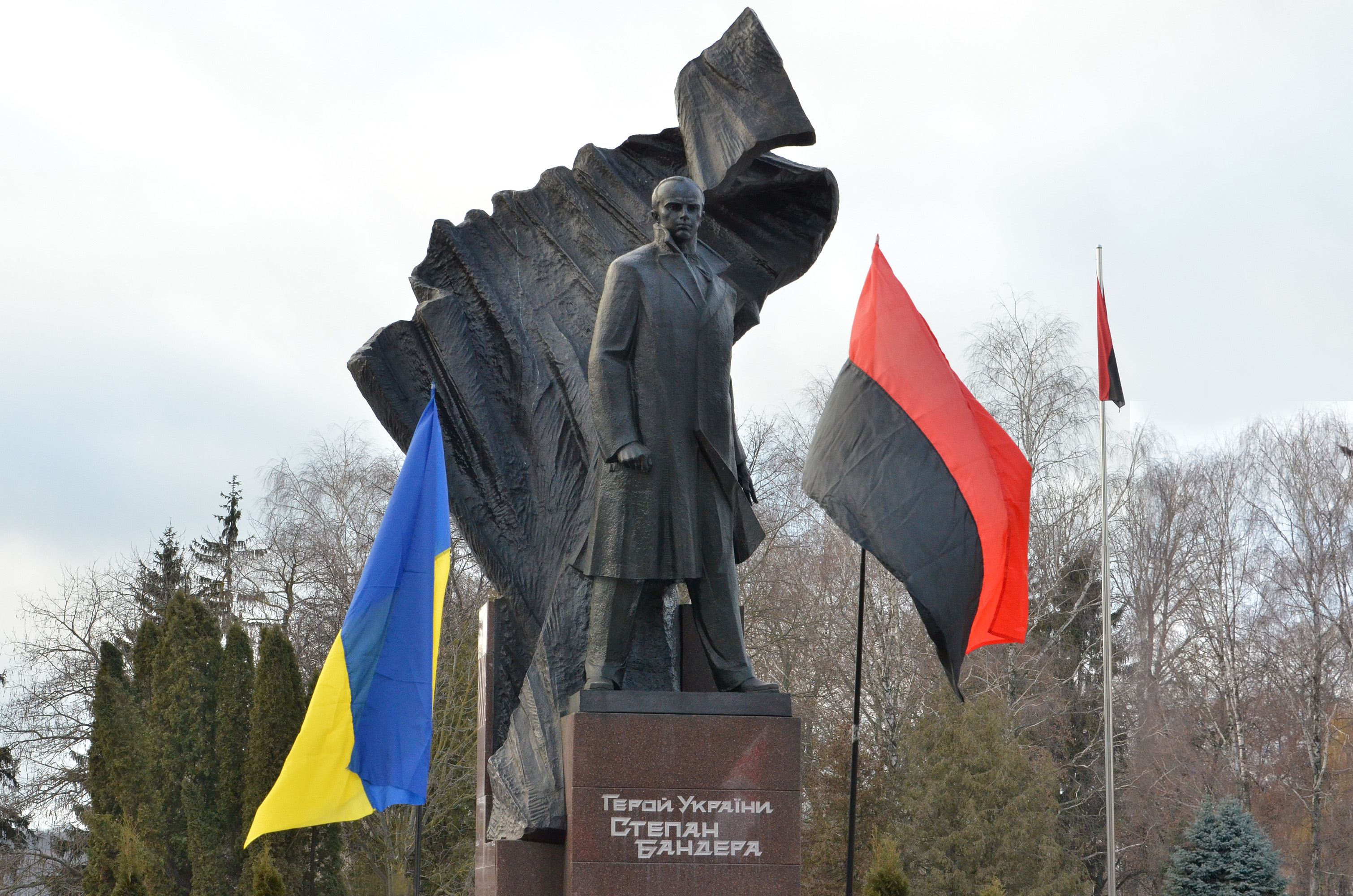
Stepan Bandera-monument i Ternopil med högerextrem flagga i bilden.

Den 22 januari 2010 tilldelades Bandera postumt den högsta hedersbetygelsen i Ukraina, Heroj Ukrajiny (Ukrainas hjälte), av den dåvarande presidenten Viktor Jusjtjenko. Beslutet togs under Jusjtjenkos sista dagar som president. Utmärkelsen fördömdes bland andra av Simon Wiesenthalcentret, Polens president Lech Kaczyński, det ryska utrikesministeriet, sovjetiska krigsveteranorganisationer och ukrainska politiker såsom Serhij Tihipko och Konstantin Zarudnev.
Zarudnev, en parlamentsledamot som representerade Sevastopol och Ukrainska socialistiska framstegspartiet, gick så långt som att bränna sitt ukrainska pass i protest, enligt den ryska nyhetsbyrån RIA Novosti.
Europaparlamentet beklagade att Stepan Bandera förlänats utmärkelsen i en resolution om situationen i Ukraina den 25 januari 2010.
Den 3 mars 2010 uppmanade Ivano-Frankivsks regionala råd Europaparlamentet att granska denna resolution.
Ukrainas nya president Viktor Janukovytj gav på sitt första officiella besök till Moskva i mars 2010 löften om att riva upp Jusjtjenkos beslut att tilldela Stefan Bandera och Roman Sjuchevitj hedersbetygelsen.
Det ukrainska parlamentet bildade 9 mars en undersökningskommission som granskade ett antal utmärkelser, bland andra Banderas. Utmärkelsen förklarades olaglig av en ukrainsk domstol i april 2010 och i januari 2011, drogs utmärkelsen officiellt tillbaka av presidenten Janukovitj.
Gatan Moskva-Prospekt i Kiev bytte 2016 namn till Stepan-Bandera-Prospekt, och i Lviv överväger man att byta namnet på Korol-Danilo-flygfältet till Stepan-Bandera-flygfältet. År 2019 har av, statliga Ukrainska Institutet för Nationellt Minne, utropats som ett särskilt bemärkelseår för Stepan Bandera eftersom han skulle ha fyllt 110 år.[källa behövs]

## Film och dokumentär
1995 gjorde regissören Oleksandr Jantjuk den ukrainska filmen Attentat - Höstmord i München, (originaltitel:Атентат — Осіннє вбивство у Мюнхені). Filmen handlar om OUN och Stepan Banderas öde i efterkrigstiden. Rollen som Bandera spelades av Jaroslav Muka. Filmen finansierades bland annat av Ukrainska kongresskommittén i USA.
Tredje rikets orange barn (originaltitel: Оранжевые дети Третьего) är en rysk dokumentärfilm om den ukrainska nationalismen. Den sändes 2010 i Rysslands största och till 51 procent statsägda tv-kanal Pervyj Kanal.